# Ludwig Hotopp

Ludwig Hotopp (1900)

Friedrich Ludwig August Hotopp (* 1. Februar 1854 in Üfingen (Kreis Wolfenbüttel); † 16. Januar 1934 in Hannover) war ein deutscher Bauingenieur. Er erfand das nach ihm benannte Prinzip für den Betrieb von Schleusen allein durch Ausnutzen der Wasserstandsdifferenz.

## Leben
Hotopp wurde am 1. Februar 1854 in Üfingen (Landkreis Wolfenbüttel, heute Stadt Salzgitter) geboren. Während seines Studiums wurde er 1874 Mitglied der Braunschweiger Burschenschaft Germania.
Nach Tätigkeiten in der Industrie und als braunschweigischer Regierungsbaumeister kam er am 1. April 1892 zur Baubehörde der Stadt Lübeck.
Hier war er unter Lübecks Wasserbaudirektor Peter Rehder vor allem bei Planung und Realisierung des Elbe-Lübeck-Kanals tätig; nach dessen Fertigstellung wurde er am 13. Juni 1900 zum Baurat ernannt.
Seit dem 1. Oktober 1901 war er Professor für Statik der Hochbaukonstruktionen in der Bauingenieur-Abteilung der TH Hannover
und vertrat bis 1921 das Lehrgebiet „Mechanik für Bauingenieure und bewegliche Brücken“.
Am 16. Januar 1934 ist er in Hannover gestorben.

## Hotoppsche Schleusen
Entlang des Elbe-Lübeck-Kanals gab es zur Zeit seines Baus (1896–1900) noch keine Stromversorgung. Während des Baus verlangte Rehder von Hotopp eine Schleusenbetriebseinrichtung, welche unter Benutzung des Schleusungswassers von einem Mann und von einem Punkt aus bedient werden konnte. Der mechanisierte Betrieb der Schleusen (Bewegen der Schleusentore und Wasserschieber) wurde nach Vorschlag von Hotopp pneumatisch vorgenommen. Die Druckluft für die Schleusentore bzw. das Vakuum für das „Anspringen“ von Hebern (als Ersatz für mechanische Schieber) wurde mit Hilfe von Wassersäulen erzeugt, die vom Oberwasser zum Unterwasser fallen, und in speziellen Kesseln gesammelt.
Zum Füllen und Entleeren der Schleuse genügen drei – relativ zum Heberquerschnitt – kleine Ventile in den Rohrleitungen zwischen Saugkessel und Hebern. Außer bei den Schleusen des Elbe-Lübeck-Kanals und des Oder-Spree-Kanals wurde der Hotoppsche Heber auch bei der Schleuse Kleinmachnow verwendet. Mit der aufkommenden Stromversorgung wurde er bei späteren Kanalbauten nicht mehr aufgegriffen.
Die Anlagen am Elbe-Lübeck-Kanal sind bis heute im Einsatz und stellen ein Denkmal der frühen Industrialisierung dar. Bislang wurde lediglich die Schleuse Lauenburg 2006 durch einen Neubau mit moderner Ölhydrauliktechnik ersetzt; allerdings sind auch die anderen Schleusen durch den geplanten Kanalausbau akut bedroht.
Der Hotoppsche Heber ist eine Alternative zu moderner Hydraulik, denn eine Schleusung, die ausschließlich mit Wasserkraft abläuft und trotzdem mit einer Schleusungsdauer von 9 Minuten sehr schnell ist, kann auch heute als richtungsweisend angesehen werden. Dazu kommt, dass diese Technik seit 110 Jahren durchgehend funktioniert. Allerdings wird eine Berechnung des Hotoppschen Hebers als kompliziert eingestuft.

## Schriften (Auswahl)
- Tauchen. Hebungsarbeiten unter Wasser, aus F. Lincke (Hrsg.) Handbuch der Ingenieur-Wissenschaften, Teil 4, Band 3, 2. Auflage, Leipzig: Engelmann, 1908, S. 678–756
- Bewegliche Brücken. Ein Hand- und Lehrbuch für Ingenieure und Studierende des Bauingenieurwesens, Hannover: Helwingsche Verlagsbuchhandlung,
  - Band 1: Die Klappbrücken, 1913
  - Band 2: Die Dreh-, Hub- und Rollbrücken, Brückenfähren, 1926
- Vorträge über Elastizitäts-Lehre als Grundlage für die Festigkeitsberechnung der Bauwerke, Hannover: Helwing,
  - Teil 1, 2. vermehrte Auflage, neu bearbeitet von Ludwig Hotopp, 1913; Inhaltsverzeichnis
  - Teil 2: Mechanik elastisch-fester und flüssiger Körper, 4. Auflage, 1920; Inhaltsverzeichnis
  - Teil 3: Allgemeine Mechanik , 2. Auflage, Hannover: Helwing, 1915; Inhaltsverzeichnis

## Zentrum für Kanalgeschichte im Möllner Museum
Das Möllner Museum Historisches Rathaus präsentiert in seiner stadtgeschichtlichen Dauerausstellung u. a. auch die Geschichte der mittelalterlichen Stecknitzfahrt und des Elbe-Lübeck/Trave-Kanals.